# Necydalis rudei
Necydalis rudei – gatunek chrząszcza z rodziny kózkowatych. 

## Zasięg występowania
Ameryka Północna, występuje w Kalifornii.